# حكومة سعيد الغزي الأولى
حكومة سعيد الغزي الأولى، هي الحكومة الثانية والخمسين في تاريخ سوريا الحديث، والسابعة والثلاثين في عهد الجمهورية السورية الأولى، والتاسعة في ولاية هاشم الأتاسي الثانية، والأولى برئاسة سعيد الغزي. تشكلت في 19 يونيو 1954 وأشرفت على انتخابات 1954 واستقالت في إثرها.

## أهم الأحداث
- القضاة السوريون يبدأون إضرابا في 29 تموز 1954 للمطالبة برفع رواتبهم.[2]
- رئيس الجمهورية الأسبق شكري القوتلي يعود إلى دمشق (8 آب) بعد 5 سنوات من النفي.
- افتتاح معرض دمشق الدولي في 1 أيلول 1954، بمشاركة معظم الدول الصناعية الكبرى، وحضور سعيد الغزي وهاشم الأتاسي.

- أجريت انتخابات نيابية في 24-25 سبتمبر وافتتحت أعمل المجلس النيابي الجديد في 14 أكتوبر 1954
- فاز حزب البعث بسبعة عشر مقعداً نيابياً، وفاز الحزب الشيوعي السوري بمقعد واحد ذهب لرئيسه خالد بكداش، مما تسبب بأزمة بين سورية والولايات المتحدة الأمريكية.

## تشكيلة الحكومة
| الوزير       | الوزارة                                    |
| ------------ | ------------------------------------------ |
| سعيد الغزي   | رئيس الوزراء، وزير الدفاع الوطني           |
| عزت الصقال   | وزير الخارجية، وزير المالية                |
| أسد كوراني   | وزير العدل، وزير الاقتصاد الوطني           |
| نهاد قاسم    | وزير التعليم، وزير الزراعة                 |
| نبيه الغزي   | وزير الأشغال العامة والاتصالات، وزير الصحة |
| إسماعيل قولي | وزير الداخلية                              |